# Hinteralm (Gutensteiner Alpen)
Die Hinteralm ist ein 1313 m ü. A. hoher Berg in den Gutensteiner Alpen in Niederösterreich.

## Lage und Umgebung
Die Hinteralm liegt zirka 700 Meter südlich des Muckenkogels im Gemeindegebiet von Lilienfeld. Westlich des Berges ist das Traisental, im Osten befindet sich der Wiesenbach sowie der Übergang zur Reisalpe und in weiterer Folge das Halbachtal. Die Hinteralm bietet eine gute Aussicht in fast alle Himmelsrichtungen.

## Routen zum Gipfel
von Lilienfeld
- Beginnend beim ersten Parkplatz des Muckenkogel Sessellifts führt dieser Weg über den Jägersteig durch den Wald und über die Glatzwiese zur Lilienfelder Hütte (956 m ü. A.). Von dort folgt man dem Waldmarkweg 622 am Muckenkogel vorbei bis zum Gipfel.[1]

von Freiland
- Von einem Parkplatz im Ort geht es zu einer Forststraße, welche zum Lilienfelder Gschwendt führt. Von hier an folgt ebenfalls dem Waldmarkweg 622 bis zum Gipfel.[2]
- Bei der Kandlhofzufahrt folgt man einer Forststraße vorbei an der Teufelskanzel zu den Almwiesen der Kandlhofalm. Danach führt der Waldmarkweg 622 Richtung Norden am Kamm entlang zum Gipfel.[3]

## Traisner Hütte
In unmittelbarer Gipfelnähe befindet sich die Traisner Hütte. Die 1922 errichtete Hütte ist ein beliebtes Ausflugs-/Wanderziel in der Region.